# 가와히가시촌 (나라현)
가와히가시촌(川東村)은 나라현 시키군에 설치되었던 촌이다. 현재의 다와라모토정에 해당한다.